# حقیقت تلخ
حقیقت تلخ (انگلیسی: The Awful Truth) فیلمی در ژانر کمدی رمانتیک به کارگردانی لئو مک‌کری است که در سال ۱۹۳۷ منتشر شد. از بازیگران آن می‌توان به کری گرانت، آیرین دان، رالف بلامی، سیسیل کانینگهام و رابرت وارویک اشاره کرد.

## خلاصه داستان
سوءظنی بی‌مورد منجر می‌شود زوجی در آستانه جدایی قرار گیرند. در نتیجه این کار آنها تصمیم می‌گیرند به دنبال عشق جدیدی برای خود بروند…

## جوایز
این فیلم برنده اسکار بهترین کارگردانی و
کاندیدای ۵ اسکار دیگر (برنده اسکار بهترین کارگردانی-کاندیدای اسکار بهترین تدوین-کاندیدای اسکار بهترین فیلمنامه-کاندیدای اسکار بهترین بازیگر نقش مکمل مرد-کاندیدای اسکار بهترین بازیگر نقش اول زن-کاندیدای اسکار بهترین فیلم) در سال 1938 شد.